# Regensburg (stad)
Regensburg (Beiers: Rèngschburg) is een kreisfreie Stadt in Duitsland, gelegen in het oosten van de deelstaat Beieren. De stad is gelegen aan de Donau, bij de monding van de Naab en de Regen. Regensburg is een havenstad. De binnenstad van Regensburg kwam ongeschonden door de Tweede Wereldoorlog en is daarmee een van de beter bewaarde middeleeuwse steden in Duitsland. De stad telt 152.270 inwoners (31 december 2020) op een oppervlakte van 80,76 km². De stad is de hoofdstad van de regio Oberpfalz en de grootste stad van de Oberpfälzer Jura, ook wel Bayerischer Jura genoemd. De stad ligt op de grens van de Fränkische Alb en het Beierse Woud. Verder is het de Bisschopsstad van het Bisdom Regensburg.

## Geschiedenis[2]
De stad gaat terug op een Romeins fort uit 79 n.Chr. waar omheen een vicus groeide. In het jaar 179 n.Chr. werd het door Marcus Aurelius gebouwde legioensfort Castra Regina in gebruik genomen. Een in steen gebeitelde oorkonde is als geboorteakte in het stedelijk museum te bewonderen. De naam van de stad is afkomstig van de Latijnse naam Castra Regina, maar de andere benamingen voor Regensburg zijn van Keltische oorsprong: het in 770 vermelde Radaspona gaat terug op de Keltische woorden ratis ('stadsmuur') en bona (nederzetting). Hiervan zijn de Franse en Italiaanse benamingen Ratisbonne en Ratisbona afgeleid.
In de 5e eeuw verliet het Romeinse leger het fort, dat vervolgens werd gebruikt als ommuurde nederzetting.
Al sinds de achtste eeuw is Regensburg een bisschopszetel: Bonifacius stichtte het bisdom in 739. De gotische Dom behoort tot de belangrijkste van Duitsland.

## Cultuur

### Bezienswaardigheden
In 2006 werd het oude centrum van Regensburg samen met het stadsdeel Stadtamhof aan de overzijde van de Donau tot Werelderfgoed verklaard.
- Regensburger Dom (thuishaven van de Regensburger Domspatzen)
- Slot Sankt Emmeram, familieslot van het Huis Thurn und Taxis
- 12e-eeuwse oude stadhuis
- 12e-eeuwse Steinerne Brücke over de Donau,
- Goldene Turm (1260)
- Verschillende kerken
- Benedictijner abdij Sankt Emmeram, die in 739 door Bonifatius werd gesticht
- Universiteit Regensburg, sinds 1965
- Historisches Museum Regensburg

Nabij de stad Regensburg bevindt zich de Walhalla-tempel.

### Sport
SSV Jahn Regensburg is de professionele voetbalclub van Regensburg en speelt in de Continental Arena.

## Stedenband
- Pilsen (Tsjechië)
- Aberdeen (Schotland)
- Clermont-Ferrand (Frankrijk)
- Bressanone (Zuid-Tirol)
- Tempe (Arizona)
- Odessa (Oekraïne)
- Budavár (Hongarije), wijk van Boedapest
- Qingdao (China)

## Bekende inwoners van Regensburg

### Geboren
- Barbara Blomberg (1527-1597), kortstondig de maîtresse van keizer Karel V
- Juan van Oostenrijk (1547-1578), Spaans legerleider en landvoogd van de Nederlanden aan het begin van de Tachtigjarige Oorlog
- Gregor Aichinger (1564/1565-1628), componist
- Johann Georg Gichtel (1638-1710), theoloog
- Eleonora van Oostenrijk (1653-1697), koningin van Polen
- Karel Alexander von Thurn und Taxis (1770-1827), vijfde vorst von Thurn und Taxis
- Johann Nepomuk Maelzel (1772-1838), uitvinder, ingenieur en artiest
- Louis-Philippe de Bombelles (1780-1843), militair en diplomaat in Oostenrijkse dienst
- Theresia Gerhardinger (1797-1879), non en ordestichtster van ‘de Arme Schoolzusters van Onze Lieve Vrouw’
- Gottlieb August Wilhelm Herrich-Schäffer (1799-1874), entomoloog en arts
- Maximilian Karl von Thurn und Taxis (1802-1871), zesde vorst van Thurn und Taxis
- Alexander Braun (1805-1877), botanicus
- Andrej Roller (1805-1891), Duits-Russisch schilder van lijnperspectieven en toneeldecors
- Friedrich Burgmüller (1806-1874), pianist en componist
- Ludwig Carl Christian Koch (1825-1908), entomoloog en arachnoloog
- Maximilian Anton Lamoral von Thurn und Taxis (1831-1867), prins
- Albert von Thurn und Taxis (1867-1952), laatste regerende vorst von Thurn und Taxis
- Hugo Obermaier (1877-1946), Duits-Spaans prehistoricus, paleontoloog en hoogleraar
- Herman Sörgel (1885-1952), architect uit het expressionisme (Bauhaus) en cultuurfilosoof
- Frans Josef von Thurn und Taxis (1893-1971), prins
- Lodewijk Filips von Thurn und Taxis (1901-1933), prins
- Max Emanuel von Thurn und Taxis (1902-1994), prins en rooms-katholiek priester
- Elisabeth Helene von Thurn und Taxis (1903-1976), prinses
- Maria Emanuel van Saksen (1926-2012), markies van Meißen, prins en hertog van Saksen
- Wilhelm Schraml (1935-2021), bisschop
- Roelof Thijs (1946), Nederlands oud-coureur in de ijsspeedway
- Walter Röhrl (1947), rallyrijder
- Wolfgang Brunner (1958), klavecinist, pianofortespeler, dirigent en muziekpedagoog
- Jürgen Herrlein (1962), advocaat en historicus
- Albert Maria von Thurn und Taxis (1983), sinds 1990 hoofd van het Huis en 12e vorst von Thurn und Taxis

### Overleden
- Johannes Kepler (1571-1630), astronoom, astroloog en wis- en natuurkundige